# フジクリーン工業
フジクリーン工業株式会社（フジクリーンこうぎょう、英： FujiClean Co., Ltd.）は、愛知県名古屋市千種区に本社を置く、浄化槽メーカー。
浄化槽や排水処理システムの一貫した体制を持ち、浄化槽メーカーとしては国内首位である。

## 企業概要
1961年、渡辺鉦一が富士コンクリート工業株式会社を設立、創業したのが始まり。
主力商品は生活排水を処理する「浄化槽」や工場や事業場からの排水を処理する「産業廃水処理ユニット」など。

## 沿革
- 1961年（昭和36年）- 富士コンクリート工業株式会社として設立。愛知県にコンクリート製品工場を建設。
- 1969年（昭和44年）- 愛知県にコンクリート製浄化槽専門工場を建設。
- 1970年（昭和45年）- 富士浄化装置工業株式会社に社名変更。FRP製浄化槽の開発、スプレーガンの発明に成功、初代FRP製浄化槽、腐敗式単独浄化槽、N型を発売開始。
- 1974年（昭和49年）- フジクリーン工業株式会社に社名変更。
- 1976年（昭和51年）- 愛知県に浄化槽用部品を製造するマルカ精器株式会社を設立し、小型合併浄化槽の研究、電磁ブロワの開発をスタート。
- 1983年（昭和58年）- FRP製浄化槽の仕切板一体型のプレス法を導入し、独自製法を確立。
- 1984年（昭和59年）- 建設大臣一般認定を受け、量産型小型合併浄化槽Ｋ型を発売。 日本初の量産型小型合併浄化槽として、性能評定取得。
- 1998年（平成10年）- 愛知県に水環境研究所を建設。
- 2002年（平成14年）- 日本で初めて窒素・リンを除去できる家庭用浄化槽CRX型を開発・発売。
- 2005年（平成17年）- マルカ精器株式会社を合併。
- 2008年（平成20年）- オーストラリアにFujiClean Australia Pty Ltd.を設立。
- 2013年（平成25年）- アメリカにFujiClean USA, LLCを設立。
- 2017年（平成29年）- ドイツのAmmermann Umwelttechnik GmbHを子会社化。
- 2023年（令和5年）- アメリカ合衆国ジョージア州に工場を新設したことが報じられる[1]。

## 主な商品
- 浄化槽（小型・中型・大型）
- 集合処理（下水道）
- 産業排水処理ユニット
- ブロワ、マンホール蓋、放流ポンプ、ポンプ槽などの浄化槽関連商品

## 事業所、工場
国内拠点
- 本社 - 愛知県名古屋市
- 水環境研究所 - 愛知県知立市
- 工場 - 全国3か所（栃木県、愛知県、福岡県）
- 支店 - 全国6か所（札幌、東北、東京、名古屋、大阪、福岡）
- 営業所 - 全国24か所

海外拠点
- FujiClean Australia Pty Ltd. - オーストラリア
- FujiClean USA, LLC - アメリカ合衆国
- Ammermann Umwelttechnik GmbH - ドイツ

## 関連会社
- 渡辺産業株式会社（愛知県名古屋市）

## 受賞歴
- 1987年 - 第14回環境賞　優良賞（K型/LX型）
- 2003年 - ウェステック大賞2003　審査委員長特別賞（CRX型）
- 2004年 - 第31回環境賞　環境大臣賞・優秀賞（CRX型）
- 2005年 - 第31回優秀環境装置表彰　中小企業庁長官賞（CRX型）
- 2006年 - 第19回中日産業技術賞　特別奨励賞（CRX型）
- 2008年 - JEC Asia イノベーションアワード　環境・リサイクル部門・第10回日本水大賞　経済産業大臣賞
- 2011年 - 第38回環境賞　優良賞・愛知環境賞　銀賞（CF型）
- 2015年 - がんばる中小企業・小規模事業者300社
- 2018年 - 地域未来牽引企業
- 2020年 - 経済産業省2020年版グローバルニッチトップ（GNT）企業100選